# ابراهیم زنگین
ابراهیم زنگین (ترکی استانبولی: İbrahim Zengin; ۱ ژانویهٔ ۱۹۳۱ – ۱۰ ژوئیهٔ ۲۰۱۳) کشتی‌گیر اهل ترکیه بود.